# A.N.G.E.
Pour les articles homonymes, voir Ange.
A.N.G.E. est une série de livres écrite par Anne Robillard, composée de dix tomes publiés de 2007 à 2012.

## Résumé
L'A.N.G.E. est un service secret international non gouvernemental veillant sur l'humanité tout autour du globe. Elle recrute des agents pour leurs qualités particulières dans de très nombreux domaines. L'histoire se passe dans la base de Montréal. L'agente chevronnée Océane Chevalier doit prendre sous son aile Cindy Bloom pour une mission de routine sur la catégorisation des faux prophètes mais elles sont repérées et leurs vies sont bientôt mises en danger. Un homme mystérieux vole alors à leur secours, signant ses messages par un sang qui semble âgé de plus de 2000 ans. Avec l'aide de leurs collègues Vincent Mcleod, un brillant informaticien et Yannick Jeffrey, elles vont essayer de résoudre cette énigme mais elles pourraient bien se retrouver dans une querelle qui les dépasse tous.

## Publication
La série est diffusée entre 2007 et 2012.

## Tomes
1. Antichristus, Lanctôt, 2007, 336 p.  (ISBN 978-2-89485-370-2)Réédité aux éditions Michel Lafon en 2010, 332 p. (ISBN 978-2-7499-1195-3), puis par les mêmes éditions au format poche en 2015, 334 p. (ISBN 979-10-224-0124-1)
2. Reptilis, Lanctôt, 2007, 352 p.  (ISBN 978-2-89485-379-5)Réédité aux éditions Michel Lafon en 2010, 360 p. (ISBN 978-2-7499-1308-7)[2], puis par les mêmes éditions au format poche en 2015, 350 p. (ISBN 979-10-224-0125-8)
3. Perfidia, Michel Brûlé, 2007, 368 p.  (ISBN 978-2-89485-399-3)Réédité aux éditions Michel Lafon en 2011, 366 p. (ISBN 978-2-7499-1357-5), puis par les mêmes éditions au format poche en 2016, 357 p. (ISBN 979-10-224-0126-5)
4. Sicarius, Michel Brûlé, 2008, 360 p.  (ISBN 978-2-89485-415-0)Réédité aux éditions Michel Lafon en 2011, 377 p. (ISBN 978-2-7499-1521-0), puis par les mêmes éditions au format poche en 2016, 360 p. (ISBN 979-10-224-0127-2)
5. Codex Angelicus, Michel Brûlé, 2009, 350 p.  (ISBN 978-2-89485-429-7)Réédité aux éditions Michel Lafon en 2012, 368 p. (ISBN 978-2-7499-1604-0), puis par les mêmes éditions au format poche en 2016, 348 p. (ISBN 979-10-224-0128-9)
6. Tribulare, Michel Brûlé, 2009, 342 p.  (ISBN 978-2-89485-460-0)Réédité aux éditions Michel Lafon en 2012, 364 p. (ISBN 978-2-7499-1657-6), puis par les mêmes éditions au format poche en 2017, 360 p. (ISBN 979-10-224-0218-7)
7. Absinthium, Wellan Inc., 2010, 349 p.  (ISBN 978-2-98104-284-2)Réédité aux éditions Michel Lafon en 2013, 381 p. (ISBN 978-2-7499-1879-2), puis par les mêmes éditions au format poche en 2017, 349 p. (ISBN 979-10-224-0248-4)
8. Periculum, Wellan Inc., 2010, 330 p.  (ISBN 978-2-98104-286-6)Réédité aux éditions Michel Lafon en 2013, 363 p. (ISBN 978-2-7499-2078-8), puis par les mêmes éditions au format poche en 2018, 333 p. (ISBN 979-10-224-0249-1)
9. Cenotaphium, Wellan Inc., 2011, 332 p.  (ISBN 978-2-98104-289-7)Réédité aux éditions Michel Lafon en 2014, 359 p. (ISBN 978-2-7499-2164-8), puis par les mêmes éditions au format poche en 2018, 333 p. (ISBN 979-10-224-0298-9)
10. Obscuritas, Wellan Inc., 2012, 352 p.  (ISBN 978-2-92392-504-2)Réédité aux éditions Michel Lafon en 2014, 359 p. (ISBN 978-2-7499-2237-9), puis par les mêmes éditions au format poche en 2019, 334 p. (ISBN 979-10-224-0299-6)

### Guide
- A.N.G.E. Personnel autorisé seulement, Michel Brûlé, 2011, 280 p.  (ISBN 978-2-92392-503-5)Écrit avec Claudia Robillard.

## Réception

### Commerciale
La série A.N.G.E s’est écoulée à environ 500 000 exemplaires au Québec et en France.

### Adaptation
La série a été adaptée en bande dessinée.
En 2018, une série télévisée était prévue. La série doit être produite par Hitchwood Films et MCP Productions. En 2025, la série télévisée n'avait pas encore vu le jour.